# Stadion Miejski w Kolbuszowej
Stadion Miejski w Kolbuszowej (równ. Stadion KKS Kolbuszowianka) – wielofunkcyjny stadion sportowy w Kolbuszowej, zlokalizowany przy ul. Wolskiej 2. 
Wykorzystywany przez KKS Kolbuszowiankę Kolbuszowa. Od sezonu 2025/2026 swoje mecze w rozgrywkach III ligi gr. IV rozgrywa tutaj Sokół Kolbuszowa Dolna.

## Historia
Przed 1918 rokiem w okolicach dzisiejszego stadionu znajdował się plac ćwiczeń (zwany rajtuszlą) austro-węgierskiego 11 Pułku Ułanów.
W 1929 roku Jerzy hr. Tyszkiewicz podarował miastu 20 morgów gruntu otoczonego lasem, na którym powstał stadion. 10 listopada 1935 roku nastąpiło poświęcenie nowo wybudowanego obiektu wraz z nadaniem mu imienia marsz. Józefa Piłsudskiego.
W czasach Polskiej Rzeczypospolitej Ludowej stadion nosił imię gen. Karola Świerczewskiego.
W latach 2018–2020 obiekt przeszedł gruntowną modernizację. W ramach niej przebudowano płytę boiska, którą wyposażono w system odwodnienia i drenażu. Powstał też kompleks lekkoatletyczny, który ogrodzono. Ponadto wzdłuż trybun ułożono chodnik z kostki brukowej, a obiekt wyposażono w monitoring, oświetlenie i nagłośnienie.

## Infrastruktura
Obiekt posiada boisko o wymiarach 105 × 68 m oraz trybuny z 960 miejscami siedzącymi. Stadion wyposażono również w czterotorową bieżnię okrężną o długości 400 metrów, sześciotorową bieżnię prostą długą na 130 metrów oraz skocznie do skoku wzwyż, o tyczce, w dal i trójskoku. Istnieją również dwie rzutnie do pchnięcia kulą, dwie rzutnie do rzutu oszczepem, rzutnia do rzutu młotem, rzutnia do rzutu dyskiem oraz rów z wodą do biegu z przeszkodami.